# Новодвірське
Но́водвірське — село Донецької міської громади Донецького району Донецької області, Україна. Населення становить 62 осіб. Відстань до Моспиного становить близько 8 км і проходить автошляхом місцевого значення.

## Населення
За даними перепису 2001 року населення села становило 62 особи, із них 12,90% зазначили рідною мову українську, 87,10% — російську мову.
| Рік                                       | 1989 | 2001 |
| Населення, осіб                           | 891  | 62   |
| Примітки. 1. Постійне й наявне населення. |      |      |

## Новітня історія
24 серпня 2014 року загинув у бою на блокпосту № 4 поблизу села Новодвірське в районі міста Моспине — смт Новий Світ (Старобешівський район) під час наступу російських збройних формувань при боях за Іловайськ сержант 39-го БТрО Юрій Сагайдак. Тоді ж полягли Володимир Шевченко та Володимир Яровий.